# 2009年世界击剑锦标赛
2009年世界击剑锦标赛于2009年9月30日至10月8日在土耳其安塔利亚举行。这是土耳其第二次主办世界击剑锦标赛，及安塔利亚首次主办该赛事。

## 奖牌得主

### 男子
| 项目     | 金牌                                                                                   | 银牌                                                                         | 铜牌                                                                                     |
| 个人花剑 | 安德烈亚·巴尔迪尼（義大利）                                                            | 朱俊（中国）                                                                 | 彼得·约皮希（德国） · 阿尔特姆·谢多夫（俄罗斯）                                          |
| 个人重剑 | 安东·阿夫杰耶夫（俄罗斯）                                                              | 马泰奥·塔利亚里奥尔（義大利）                                                | 何塞·路易斯·阿瓦霍（西班牙） · 热罗姆·让内（法國）                                       |
| 个人佩剑 | 尼古拉斯·林巴赫（德国）                                                                | 拉雷什·杜米特雷斯库（羅馬尼亞）                                              | 托马斯·德克斯（匈牙利） · 路易吉·塔兰蒂诺（義大利）                                      |
| 团体花剑 | 義大利 · 安德烈亚·巴尔迪尼 · 安德烈亚·卡萨拉 · Stefano Barrera · 西莫内·万尼           | 德国 · 彼得·约皮希 · 本亚明·克莱布林克 · 安德烈·韦塞尔斯 · 塞巴斯蒂安·巴赫曼 | 俄羅斯 · Aleksandr Stukalin · Artem Sedov · Renal Ganeev · 阿列克谢·霍瓦斯基             |
| 团体重剑 | 法國 · 热罗姆·让内 · 于尔里克·罗贝里 · 让-米歇尔·吕塞奈 · 戈捷·格吕米耶                | 匈牙利 · 绍姆福伊·彼得 · 雷德利·翁德拉什 · 伊姆赖·盖佐 · 博茨科·加博尔       | 波蘭 · 克日什托夫·米考拉扎克 · 托马什·莫蒂卡 · 拉多斯瓦夫·扎夫罗特尼亚克 · 亚当·维尔乔赫 |
| 团体佩剑 | 羅馬尼亞 · 拉雷什·杜米特雷斯库 · 弗洛林·扎洛米尔 · 蒂贝留·多尔尼恰努 · 科斯明·汉西阿姆 | 義大利 · 阿尔多·蒙塔诺 · 路易吉·塔兰蒂诺 · 迭戈·奥基乌齐 · 詹皮耶罗·帕斯托雷 | 匈牙利 · 代奇·陶马什 · Nikolász Iliász · 巴拉兹·隆泰 · 西拉吉·阿龙                       |

### 女子
| 项目     | 金牌                                                                                       | 银牌                                                                                          | 铜牌                                                                           |
| 个人佩剑 | 玛丽埃尔·扎格尼斯（美国）                                                                  | 奥莉加·哈尔兰（乌克兰）                                                                       | 卡罗尔·韦尔涅（法國） · 奥索亚·纳吉（匈牙利）                                  |
| 个人花剑 | 艾达·恰纳耶娃（俄罗斯）                                                                    | 全希淑（大韩民国）                                                                            | 阿里安娜·埃里戈（義大利） · 埃莉萨·迪弗朗西丝卡（義大利）                      |
| 个人重剑 | 柳博芙·舒托娃（俄罗斯）                                                                    | 雪琳·沙尔姆（加拿大）                                                                         | 索尼娅·托尔（荷兰） · 安菲萨·波奇卡罗瓦（乌克兰）                              |
| 团体佩剑 | 乌克兰 · 奥莉加·哈尔兰 · 奥廖娜·霍姆罗娃 · 奥莉加·若夫尼尔 · 哈雷娜·蓬迪克                 | 法國 · 塞西莉亚·贝尔代 · 錯誤：語言代碼「enLéonore Perrus」不存在 · 卡罗尔·韦尔涅 · 索伦·玛丽 | 中国 · 包盈盈 · 李菲 · 倪红 · 陈晓东                                           |
| 团体花剑 | 義大利 · 瓦伦蒂娜·韦扎利 · 玛格丽塔·格兰巴西 · 阿里安娜·埃里戈 · 埃莉萨·迪弗朗西丝卡       | 俄羅斯 · 艾达·恰纳耶娃 · 拉里莎·克罗贝尼科娃 · 尤利娅·比留科娃 · 卡米拉·加富尔贾诺娃          | 德国 · 玛丽亚·巴特科夫斯基 · 卡特娅·瓦希特 · 安雅·沙赫 · 卡洛琳·格露比茨基     |
| 团体重剑 | 義大利 · 弗朗西斯卡·孔达姆卡洛 · 克里斯蒂安娜·卡肖利 · 比安卡·德尔卡雷托 · 纳塔莉·默尔豪森 | 波蘭 · 达努塔·德莫夫斯卡 · 玛尔歌泽塔·贝雷扎 · 玛格达莱娜·皮耶卡尔斯卡 · 埃娃·内利普          | 德国 · 埃姆克·杜普利策 · 布丽塔·海德曼 · 玛利亚娜·马尔科维奇 · 莫妮卡·索扎斯卡 |

## 奖牌榜
| 排名                      | 国家 / 地区               | 金牌 | 銀牌 | 銅牌 | 总计 |
| ------------------------- | ------------------------- | ---- | ---- | ---- | ---- |
| 1                         | 義大利（ITA）             | 4    | 2    | 3    | 9    |
| 2                         | 俄羅斯（RUS）             | 3    | 1    | 2    | 6    |
| 3                         | 德国（GER）               | 1    | 1    | 3    | 5    |
| 4                         | 法國（FRA）               | 1    | 1    | 2    | 4    |
| 5                         | 乌克兰（UKR）             | 1    | 1    | 1    | 3    |
| 6                         | 羅馬尼亞（ROU）           | 1    | 1    | 0    | 2    |
| 7                         | 美国（USA）               | 1    | 0    | 0    | 1    |
| 8                         | 匈牙利（HUN）             | 0    | 1    | 3    | 4    |
| 9                         | 中國（CHN）               | 0    | 1    | 1    | 2    |
| 9                         | 波蘭（POL）               | 0    | 1    | 1    | 2    |
| 11                        | 加拿大（CAN）             | 0    | 1    | 0    | 1    |
| 11                        | （KOR）                   | 0    | 1    | 0    | 1    |
| 13                        | 西班牙（ESP）             | 0    | 0    | 1    | 1    |
| 13                        | 荷蘭（NED）               | 0    | 0    | 1    | 1    |
| 总计（共14个国家 / 地区） | 总计（共14个国家 / 地区） | 12   | 12   | 18   | 42   |